# Euryproctus ratzeburgi
Euryproctus ratzeburgi är en stekelart som först beskrevs av Stanislaw Batys Gorski 1852.  Euryproctus ratzeburgi ingår i släktet Euryproctus och familjen brokparasitsteklar. Arten är reproducerande i Sverige. Inga underarter finns listade i Catalogue of Life.